# Косовеље
Косовеље (словен. Kosovelje, итал. Cossovello) је насељено место у општини Сежана, Обално-крашка регија, Словенија.

## Историја
До територијалне реорганизације у Словенији било је у саставу старе општине Сежана.

## Становништво
У попису становништва из 2011. године, Косовеље је имало 41 становника.
| Број становника према пописима | Број становника према пописима | Број становника према пописима |
| ------------------------------ | ------------------------------ | ------------------------------ |
| 1991                           | 2002                           | 2011                           |
| 54                             | 44                             | 41                             |